# Rogówek (województwo mazowieckie)
Rogówek – wieś sołecka w Polsce położona w województwie mazowieckim, w powiecie ostrowskim, w gminie Stary Lubotyń.
Wierni Kościoła rzymskokatolickiego należą do parafii Nawiedzenia Najświętszej Maryi Panny w Starym Lubotyniu.

## Historia
W latach 1921–1939 folwark i wieś leżała w województwie białostockim, w powiecie łomżyńskim, w gminie Lubotyń.
Według Powszechnego Spisu Ludności z 1921 roku zamieszkiwało:
- folwark – 15 osób w 2 budynkach mieszkalnych,
- wieś – 54 osoby w 9 budynkach mieszkalnych[8].

Miejscowości należały do parafii rzymskokatolickiej w m. Lubotyń. Podlegały pod Sąd Grodzki i Okręgowy w Łomży; właściwy urząd pocztowy mieścił się w m. Ostrów Mazowiecka.
W wyniku napaści ZSRR na Polskę we wrześniu 1939 miejscowość znalazła się pod okupacją sowiecką, a od czerwca 1941 roku pod okupacją niemiecką. Od 22 lipca 1941 do 1945 włączona była w skład Landkreis Lomscha, w Bezirk Bialystok III Rzeszy.
W latach 1975–1998 miejscowość administracyjnie należała do województwa ostrołęckiego.